# Écuisses
Écuisses település Franciaországban, Saône-et-Loire megyében. Lakosainak száma 1624 fő (2022. január 1.). Écuisses Saint-Julien-sur-Dheune, Le Breuil, Marcilly-lès-Buxy, Montchanin, Saint-Laurent-d’Andenay, Torcy és Villeneuve-en-Montagne községekkel határos.

## Népesség
A település népességének változása:
| Lakosok száma | 1706 | 1626 | 1625 | 1583 | 1581 | 1580 | 1595 | 1609 | 1624 |
|               | 2013 | 2015 | 2016 | 2017 | 2018 | 2019 | 2020 | 2021 | 2022 |